# De uil

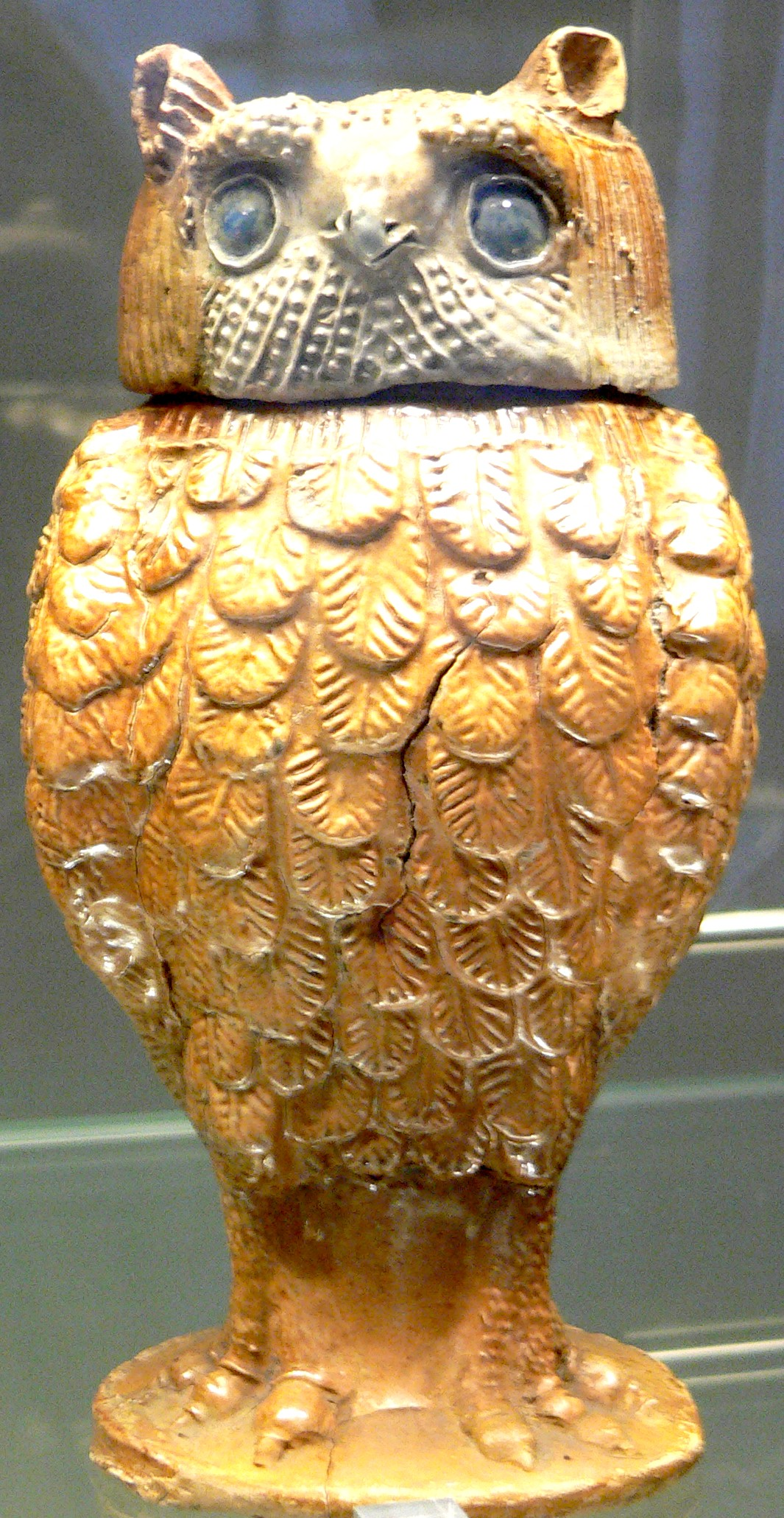
Uil uit de zestiende eeuw, Keulen

De uil is een sprookje dat werd genoteerd door de gebroeders Grimm voor Kinder- und Hausmärchen met volgnummer KHM174. De oorspronkelijke naam is Die Eule.

## Het verhaal
Honderden jaren geleden vloog een oehoe in een schuur en durft er overdag niet uit, omdat de andere vogels dan tegen hem beginnen te krijsen. De huisknecht wil stro halen en schrikt van de uil en vertelt de heer dat er een monster is dat met zijn ogen draait. De heer gaat zelf kijken en ziet het vreemde dier. Ook hij schrikt en rent naar de buren. De hele stad kan in gevaar komen en uit alle straten klinkt geschreeuw. De burgers komen met lansen, hooivorken, zeisen en bijlen aangelopen en de heren van de raad en de burgemeester komen ook. Ze komen samen op de markt en trekken naar de schuur. De dapperste gaat naar binnen, maar hij komt bleek en schreeuwend weer buiten. Nog twee anderen gaan binnen, maar ook zij slagen er niet in het beest te doden.
Een grote sterke man ziet dat niemand de koe bij de horens durft te pakken en hij laat zich een harnas, speer en zwaard brengen. De man laat een ladder komen en doet de schuurdeuren open, de mensen roepen Sint Joris aan die de draak heeft gedood. De man klimt op de ladder en de uil, die op de hanenbalk zit, ziet hem. Het dier roept "oehoe", waarna de man het dier niet meer durft te benaderen en bleek naar buiten gaat. Door de blik, het geblaas en geluid is de sterkste man vergiftigd en dodelijk gewond en niemand durft het monster nog aan te vallen. De burgemeester wil de eigenaar van de schuur met algemene middelen schadeloos stellen. Iedereen stemt in en de schuur wordt op vier hoeken aangestoken. De hele schuur, vol met koren, stro en hooi, wordt platgebrand en de uil komt om.

## Achtergronden
- Het sprookje komt uit Wendemut (1563) van Hans Wilhelm Kirchhof.
- Het is een spotverhaal. Het is vergelijkbaar met de Kamper uien[1] en verwant met De zeven Zwaben (KHM119). Het verhaal slaat op de stad Peine in Nedersaksen[2]. Op het stadswapen van Peine staat een uil.
- In De zeven Zwaben (KHM119) denken mannen dat een haas een draak is.
- In Het winterkoninkje (KHM171) wordt verteld dat de uil 's nachts moet leven, omdat hij een winterkoninkje uit een muizenhol liet ontsnappen.
- De blik van de slangdraak en basilisk was volgens de volksoverlevering dodelijk. In 1474 in werd in Bazel een haan als basilisk veroordeeld voor het gerecht.
- De uil stond bekend als heksenvogel en wordt op het eind van het sprookje verbrand door de bevolking.
- In Groningen is ook een variant bekend, hier gaat het om een katuil. Na de brand krijgt de nieuwe plaats de naam Uilenburg[3].
- In Gelderland is De grote oehoe van Hardenberg bekend, hier trekt de eigenaar van het gebouw weg. Een latere eigenaresse van de plaats verzameld uilen[4].
- De uil fungeert wel als kinderschrik.